# Carebara langi
Carebara langi är en myrart som beskrevs av Wheeler 1922. Carebara langi ingår i släktet Carebara och familjen myror. Inga underarter finns listade.